# Anticipazione (genetica)
L'anticipazione è un fenomeno genetico per cui quando un disturbo genetico viene trasmesso alla generazione successiva, i sintomi del disturbo genetico diventano evidenti in età precoce con ogni generazione. Nella maggior parte dei casi, si nota anche un aumento della gravità dei sintomi. L'anticipazione è comune nei disturbi da ripetizione delle triplette di nucleotidi, come la malattia di Huntington e la distrofia miotonica, in cui si verifica una mutazione dinamica nel DNA. Tutte queste malattie hanno in comune sintomi neurologici. Prima della comprensione del meccanismo genetico per l'anticipazione, si è discusso se l'anticipazione fosse un vero fenomeno biologico o se l'età precedente della diagnosi fosse correlata all'accresciuta consapevolezza dei sintomi della malattia all'interno di una famiglia.

## Ripetizioni ed espansioni di triplette di nucleotidi
Le ripetizioni del trinucleotide sono evidenti in numerosi loci del genoma umano. Sono stati trovati in introni, esoni e UTR 5 'o 3'. Sono costituiti da un modello di tre nucleotidi (ad esempio CGG) che viene ripetuto più volte. Durante la meiosi, le ripetizioni instabili possono subire un'espansione di tripletta (vedere la sezione successiva); in questo caso, le cellule germinali prodotte hanno un numero maggiore di ripetizioni rispetto a quelle che si trovano nei tessuti somatici.
Il meccanismo alla base dell'espansione delle ripetizioni di terzine non è ben compreso. Un'ipotesi è che il numero crescente di ripetizioni influenza la forma complessiva del DNA, che può avere un effetto sulla sua interazione con la DNA polimerasi e quindi sull'espressione del gene.
Il fenomeno dell'anticipazione è sostanzialmente dovuto a sequenze ripetitive instabili le quali possono andare incontro a espansione durante la meiosi, aumentando nella progenie il numero di ripetizioni delle triplette nel gene responsabile della patologia. In alcuni casi, l'espansione delle triplette non porta ad anticipazione ma ad un aggravamento del fenotipo (ad esempio nella Sindrome dell'X fragile).

## Meccanismi della malattia
Per molti loci, l'espansione del trinucleotide è innocua, ma in alcune aree l'espansione ha effetti dannosi che causano sintomi. Quando la ripetizione della tripletta di nucleotidi è presente all'interno della regione codificante per la proteina, l'espansione della ripetizione porta alla produzione di una proteina mutante con aumento di funzionalità(gain of function). Questo è il caso della malattia di Huntington, in cui la ripetizione del trinucleotide codifica un lungo tratto di residui di glutammina. Quando la ripetizione è presente in una regione non tradotta, potrebbe influire sull'espressione del gene in cui si trova la ripetizione (es. Fragile X) o su molti geni attraverso un effetto negativo dominante (es. Distrofia miotonica).
Per avere un effetto deleterio, il numero di ripetizioni deve superare una certa soglia. Ad esempio, gli individui normali hanno tra le 5 e le 30 ripetizioni CTG entro il 3 'UTR di DMPK, il gene che viene alterato nella distrofia miotonica. Se il numero di ripetizioni è compreso tra 50 e 100, la persona è solo lievemente colpita, forse avendo solo la cataratta. Tuttavia, l'instabilità meiotica potrebbe comportare una mutazione dinamica che aumenta il numero di ripetizioni nella prole che eredita l'allele mutante. Una volta che il numero di copie raggiunge oltre 100, la malattia si manifesterà prima nella vita (anche se l'individuo raggiungerà ancora l'età adulta prima che i sintomi siano evidenti) e i sintomi saranno più gravi, inclusa la miotonia elettrica. Mentre il numero avanza oltre le 400, i sintomi si manifestano durante l'infanzia o l'infanzia.

## Esempi di malattie che mostrano anticipazione
Il fenomeno dell'anticipazione si verifica spesso nella trasmissione paterna della Malattia di Huntington: solitamente un esordio giovanile è subordinato alla presenza di almeno 60 triplette CAG in porzioni codificanti del gene. Il numero di ripetizioni non influisce sulla severità del fenotipo.
Anche per la Distrofia miotonica di tipo 1, o Malattia di Steinert, si verifica anticipazione e aggravamento del fenotipo, questa volta per l'espansione di triplette CTG al 3' UTR del gene di una serina-treonina protein chinasi del braccio lungo del cromosoma 19.
Altri esempi di malattie che mostrano anticipazione,ordinati in base all'ereditarietà, includono:
Autosomica dominante
- Alcune atassie spinocerebellari

- Discheratosi congenita - TTAGGG (sequenza di ripetizione situata nei telomeri)[5]

- Malattia di Huntington - CAG
- Distrofia miotonica - CTG

Autosomica recessiva
- Atassia di Friedreich - GAA (Nota: l'atassia di Friedreich di solito non mostra anticipazione proprio perché è un disturbo autosomico recessivo.[6])

X-linked
- Sindrome dell'X fragile - CGG

Senza tipologia specifica di espressione
- Morbo di Crohn[7]
- Malattia di Behçet[8]